# アヴランシュ
アヴランシュ（仏語：Avranches）はフランス・ノルマンディー地域圏のマンシュ県にある都市。

## 地理
マンシュ県の南岸に位置する。モン・サン・ミシェルを見下ろす丘の上にある町である。

## 由来
アヴランシュとは、ケルト人の一部族アブリンカトゥイ族（ラテン語表記:Abrincatui、fr:Abrincates）に由来する。ラテン語のaberは河口を意味し、catuiとは戦士を意味する。すなわち、『河口に住む戦士』となる。

## 歴史
5世紀終わりに司教座が設置されたが、9世紀以降激化したヴァイキング襲来によって、司教座は近郊のドル＝ド＝ブルターニュへ移された（10世紀に司教座が復活するが、1801年のコンコルダートで再度廃止され、クタンス司教座と統合された）。中世のアヴランシュは、イングランドのプランタジネット朝とフランス・カペー朝の係争地であった。
ユグノー戦争さなかの1562年、ユグノー軍による攻撃でアヴランシュは荒廃した。
1639年、塩の製造に関わる庶民たちが時の宰相リシュリュー政権に反抗し、ヴァ＝ニュ＝ピエの反乱（fr:Révolte des va-nu-pieds）が起きた（モン・サン・ミシェル近郊の湾では太古から塩の製造が盛んであった）。リシュリューは王軍を差し向けてアヴランシュを制圧、住民を虐殺し反乱の首謀者らを処刑した。

## 交通
アヴランシュは、カーン＝レンヌ間の交通路に位置する。
- A84
- フランス国鉄リソン＝ランバル線のアヴランシュ駅

## 著名な出身者
- サミュエル・ル・ビアン：映画俳優
- ジャン＝リュック・ポンティ：ヴァイオリニスト

## 姉妹都市
- セント・ヘリア、ジャージー島
- コルバッハ、ドイツ
- クレディトン、イギリス
- サン＝ゴーダンス、フランス

## ギャラリー

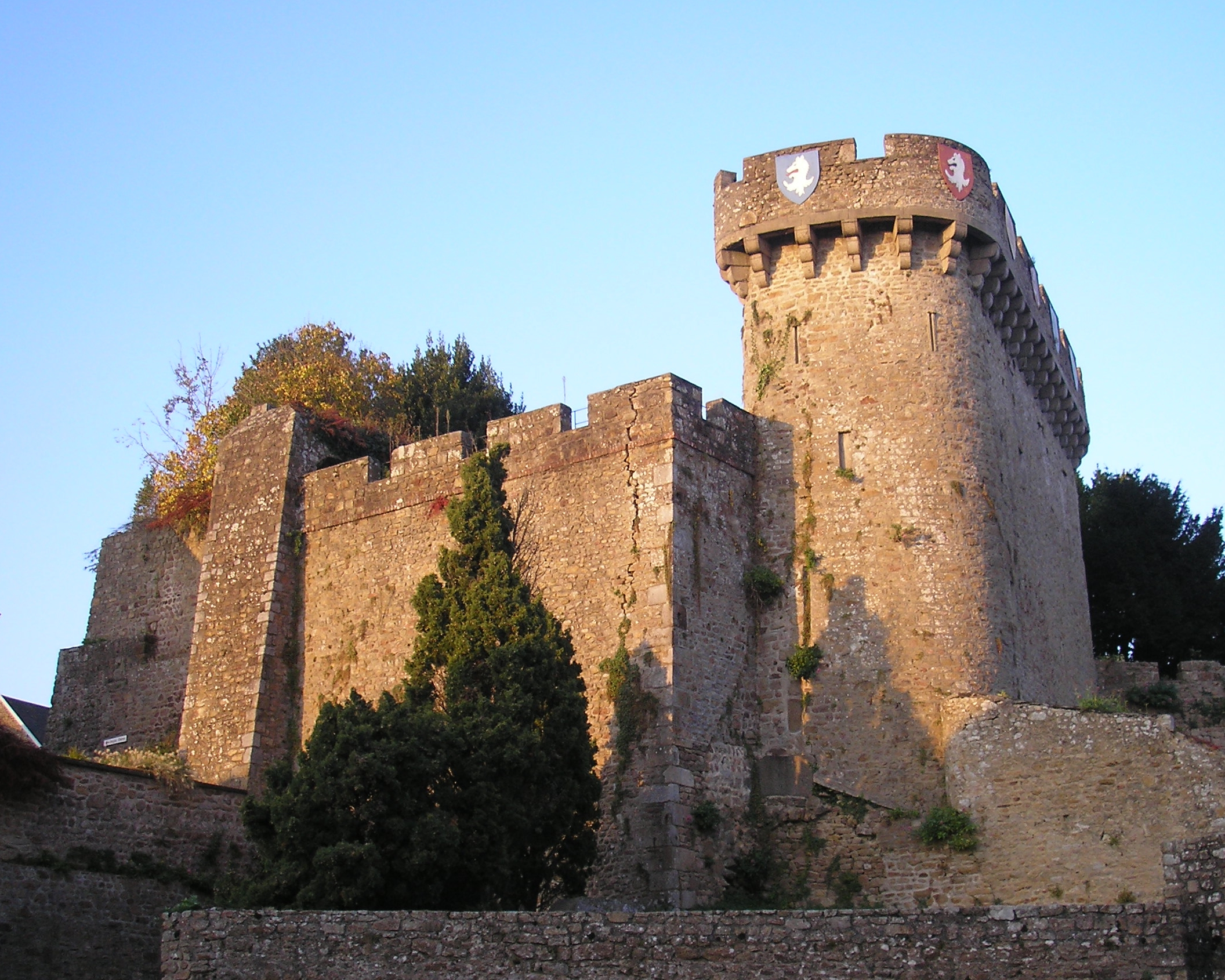
11世紀に建てられたアヴランシュ城のダンジョン跡
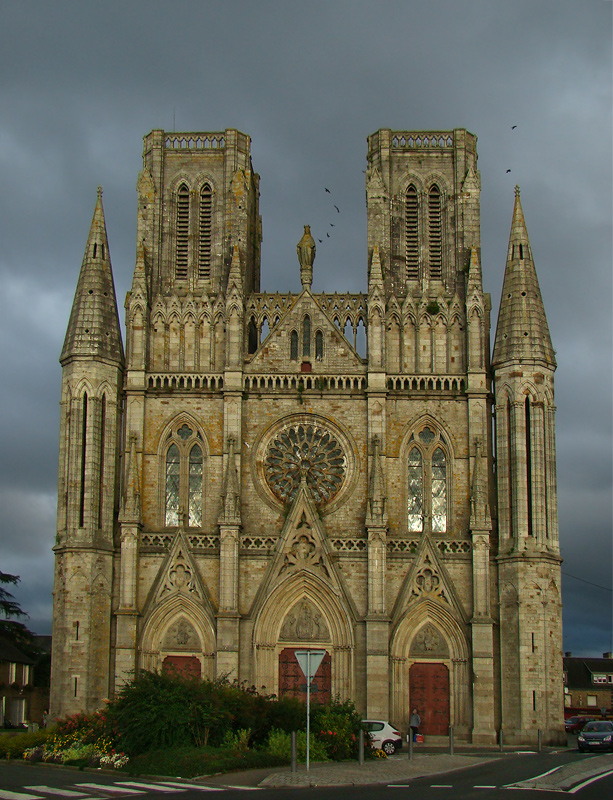
ノートルダム・ド・シャン教会
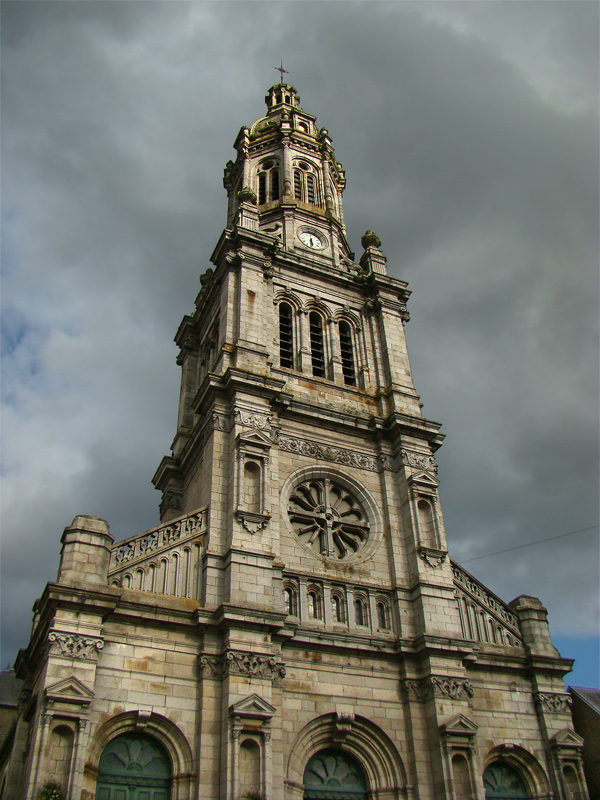
サン＝ジェルヴェのバシリカ